# Мелака

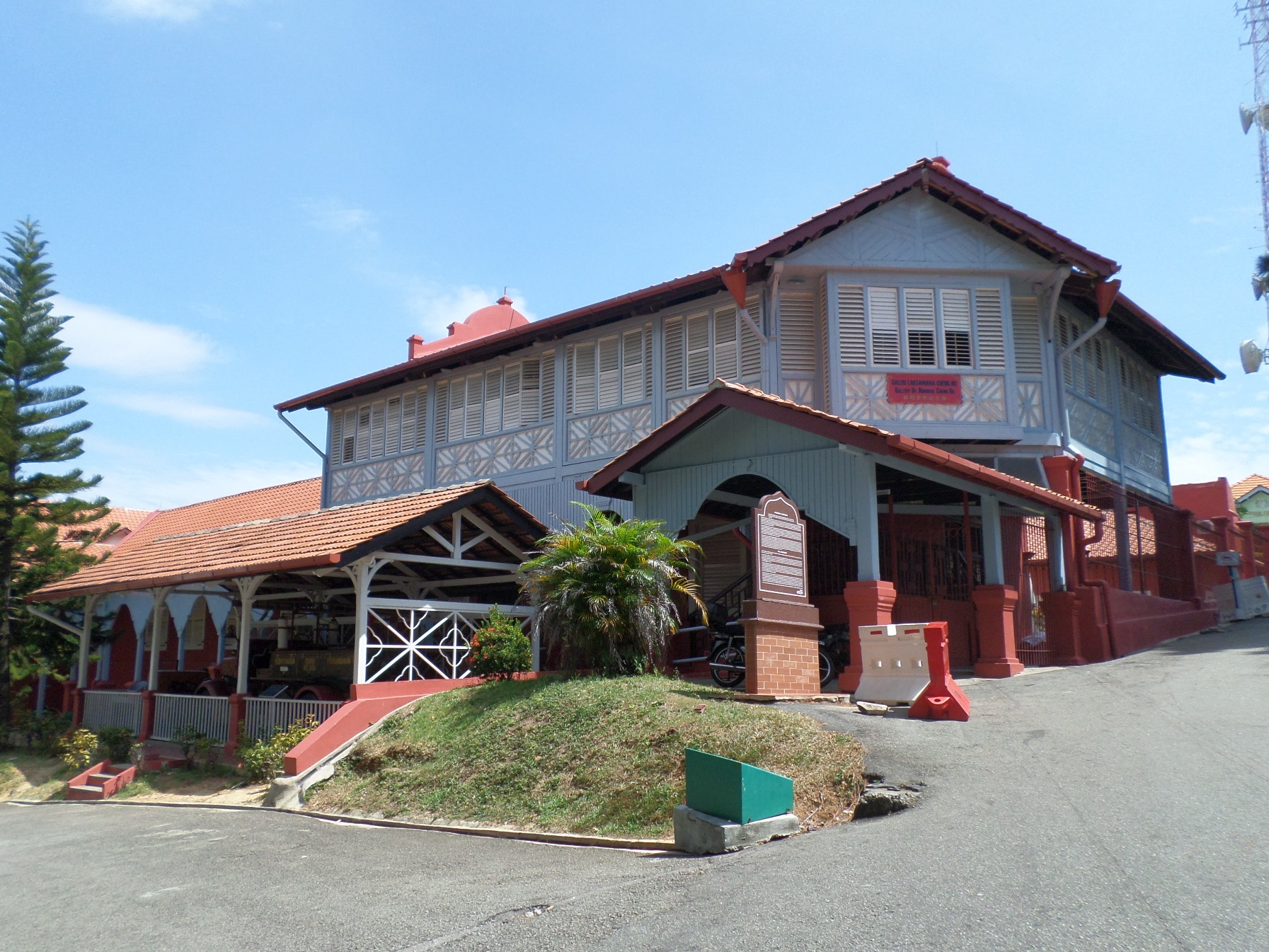
Здание Галереи имени адмирала Чен Хо

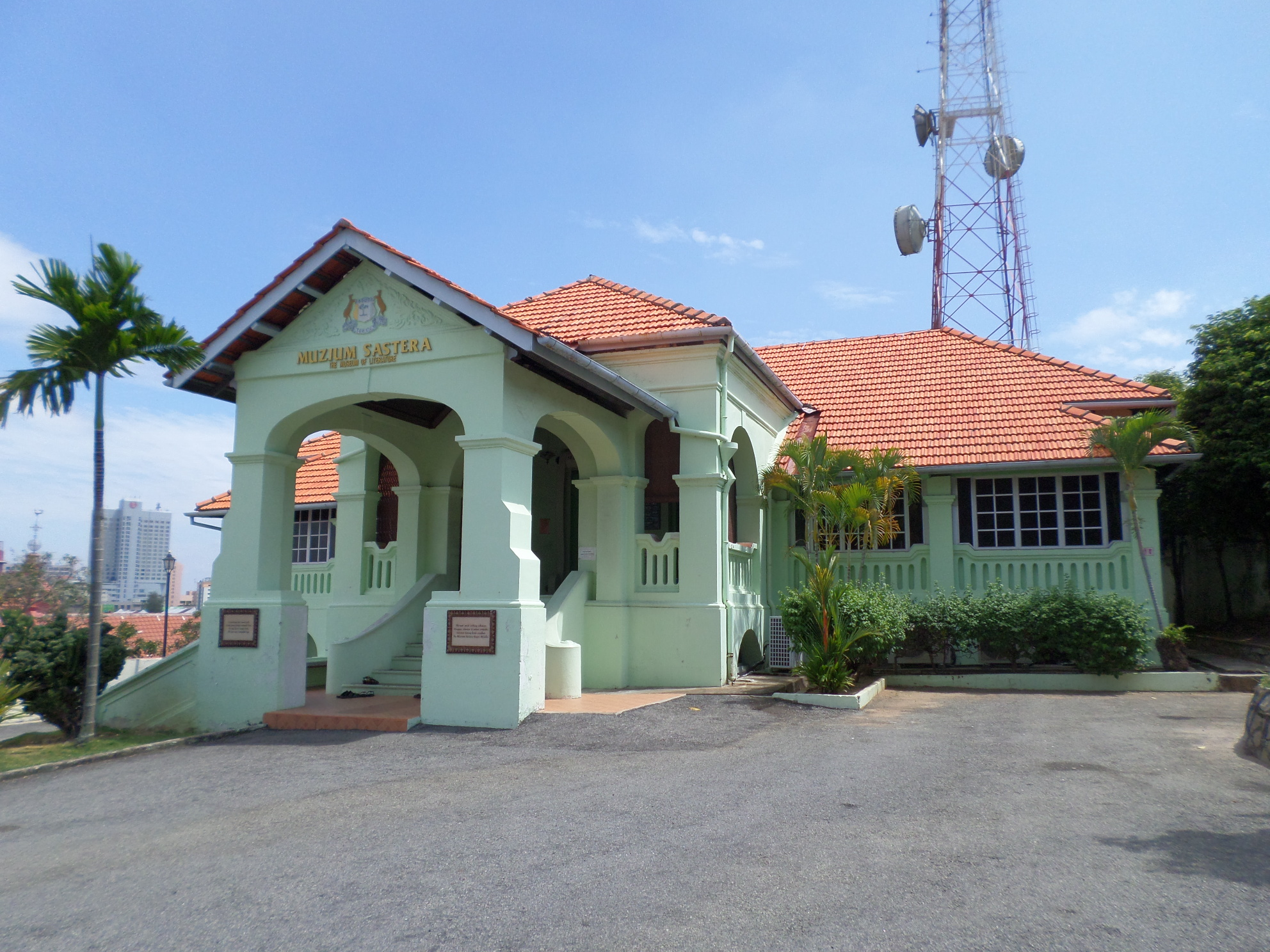
Здание Малаккского литературного музея

Мелака, также употребляются наименования — Красная площадь, Голландская площадь, в транскрипции с оригинала на нидерландском языке — Стадтхёйс (Ратуша) (малайск. Bangunan Stadthuys, англ. Dutch Square, нидерл. Stadthuys) — исторический колониальный город в Малакке, Малайзия. Представляет собой комплекс около десятка исторических зданий колониальной архитектуры, находящихся в самом центре Малакки, Малайзия. Наряду с городом Джорджтауном является объектом Всемирного культурного наследия ЮНЕСКО. Представляет собой пример уникальных архитектурных форм, которые не встречаются больше ни в одной из стран Юго-Восточной Азии.
В настоящее время здания на Красной площади наряду с руинами церкви святого Павла и португальской крепости «Формоза» являются филиалом Малаккского комплексного музея.
Комплекс зданий, которые использовались в качестве администрации голландского губернатора, был построен в 1650 году. В 1824 году, когда Малакка перешла к Великобритании, здания стали использоваться английскими колониальными властями. 7 декабря 1826 года поблизости от Голландской площади англиканские миссионеры построили Малаккскую Бесплатную школу (Malacca Free School) для обучения местных жителей. Эта школа в 1871 году была преобразована в Малаккскую среднюю школу и переехала в 1931 году на современное место на улице Chan Koon Cheng Road.
Бывшая кальвинистская церковь Христа в настоящее время является старейшим сохранившимся голландским зданием, построенным в Юго-Восточной Азии. В настоящее время в храме находится Музей истории и этнографии, где демонстрируются различные экспонаты и артефакты, касающиеся истории Малакки. Кроме Музея истории и этнографии в церкви Христа в других зданиях на Голландской площади также находятся Молодёжный музей, Исламский музей, Музей мирового ислама, Архитектурный музей, Музей почтовой марки, Литературный музей, Музей демократии, Музей президента государства и Галерея имени адмирала Чен Хо.

## Источник
- De Witt, Dennis (2007). History of the Dutch in Malaysia. Malaysia: Nutmeg Publishing. ISBN 978-983-43519-0-8.